# 2025年玻利維亞巴士相撞事故
玻利維亞巴士相撞事故是發生於2025年3月1日位於南美洲玻利維亞西部的波托西地區的一起嚴重交通事故，此事故一共造成37死39傷，玻利維亞政府聲明表示事發原因為其中一輛巴士由於超速行駛，切入了迎面而來巴士的車道，導致相撞。

## 經過
3月1日凌晨，烏尤尼與科爾查尼兩座市鎮之間的公路上，其中一輛巴士在事發前正前往西部城市奧魯羅參加奧魯羅狂歡節，不慎因超速切入了另外一條巴士車道導致其中一輛車翻覆

## 後續
玻利維亞當地警方威爾遜‧弗洛雷斯表示，「雖然已經造成了數人死亡，但我們想持續救援以挽救生命，目前我們需要1台起重機和1把鏟子，來吊起這輛阻礙交通並壓傷乘客的巴士。」
波托西省指揮部發言人林伯‧喬克說道，「工作人員正在努力確認住院人員、受傷人員，以及在此次不幸事故中喪生的死者身份，並記錄他們的姓名。」
2025年3月3日，波托西以北約90公里處再發生巴士墜谷事故，疑皮卡車司機開到對向車道，衝向迎面駛來的車輛，迎頭撞上巴士，導致巴士墜入半公里深的山谷，車內乘客亦為參加奧魯羅狂歡節的民眾。此事故共造成31人死亡22人受傷。